# Kaneshige Tōyō
Kaneshige Tōyō (japanisch 金重 陶陽; * 3. Januar 1896 in Inbe, Bizen, Präfektur Okayama; † 6. November 1967) ist ein japanischer Töpfer und Keramikkünstler. Er wurde 1956 als Lebender Nationalschatz für das Wichtige immaterielle Kulturgut „Keramikherstellung“ deklariert.

## Überblick
Tōyō wurde als ältester Sohn von Baiyō Kaneshige (wirklicher Name: Shinsaburō) unter seinem wirklichen Namen Isamu Kaneshige in Bizen geboren. Nach dem Abschluss der Normalschule in Inbe 1910 wurde er von seinem Vater bis zu dessen Tod 1916 in der Töpferkunst ausgebildet. Von 1918 an beschäftigte er sich mit farbiger Bizen-Keramik (色絵備前, iroe Bizen). In dieser Zeit nahm er auch den Namen Tōyō an und nahm den Glauben der neuen Shintō-Religion Ōmoto an. Um die Grundlagen für Teegeschirr zu erlernen, trat er in eine Teeschule der Omotesenke Richtung ein. Von 1922 an fertigte er erste Teeschalen.
Nachdem er 1921 bereits mit einem deutschen Muffelofen experimentiert hatte, es jedoch zu Deformationen des Brennguts gekommen war, gelang ihm 1928 mit einem holzkohlebefeuerten Ofen ein Kompromiss aus Muffelofen und den in Bizen verwendeten Brennöfen. Das Jahr 1928 sollte ereignisreich bleiben, denn 1928 starb zudem Tōyōs Mutter, er heiratete Ayako Agino und er überreichte dem Tennō mehrere Kunstkeramiken, darunter ein Onigawara-Dachziegel mit einer Taube als Schmuck. Ein Jahr später wurde seine älteste Tochter Tsuneko geboren, 1931 dann seine zweite Tochter Yukie. 1938 eröffnete er seine erste Einzelausstellung in Osaka.
Zusammen mit dem Töpfer und späteren Politiker Handeishi Kawakita (1878–1963), Toyozō Arakawa und Kyūsetsu Miwa X. gründete er 1942 die Karahine Gesellschaft. 1949 überbringt er Naohi Deguchi, der dritten Tochter des Ōmoto Gründers Teeschalen, Wassergefäße (mizusashi) und Sakeflaschen mit eingeritzten Verzierungen. 1955 war er an der Gründung der japanische Gesellschaft für Kunsthandwerk (日本工芸会, Nihon Kōgeikai) beteiligt.
1956 wurde Tōyō Kaneshige für seine Bizen-Keramiken zum Lebenden Nationalschatz ernannt. Im gleich Jahr noch stellte er im Art Institute of Chicago anlässlich einer Ausstellung zu zeitgenössischer japanischer Kunstkeramik gemeinsam mit fünf weiteren Töpfern aus. Im Sommersemester 1954 und 56 hielt sich Tōyō als Dozent an der Universität Hawaii auf. Zeit seines Lebens suchte er den internationalen Austausch, etwa mit dem englischen Töpfer Bernard Howell Leach. 1956 erhielt Kaneshige die Ehrenmedaille am violetten Band.
1967 verstarb Kaneshige im Alter von 71 Jahren im Staatlichen Krankenhaus Okayama. Postum wurde ihm der Orden der Aufgehenden Sonne (Verdienstklasse Offizier) verliehen. 1981 wurde zu seinem Andenken der Kaneshige Tōyō Preis eingerichtet.
Tōyō Kaneshige gebührt das Verdienst der Bizen-Keramik, die Mitte der Edo-Zeit durch die auf den Markt drängenden Imari- (伊万里焼) und Kutani-Porzellane an Beliebtheit einbüßte, durch seine Gestaltung zu neuer Bedeutung und Blüte verholfen zu haben. Zudem bildete er viele Töpfer in der Kunst Bizen-Keramiken herzustellen aus. Auch sein jüngerer Bruder Sozan (1909–1995), sein ältester Sohn Michiaki (1934–1995) und sein dritter Sohn Kōsuke (* 1943) sind Kunstkeramiker.